# Saqueig de Valldemossa (1552)
El saqueig de Valldemossa fou un atac de corsaris otomans contra la població mallorquina de Valldemossa esdevengut dia 1r d'octubre de 1552, el dia de Sant Remigi, essent rei Carles I i virrei Gaspar de Marrades. Tot i que els corsaris aconseguiren saquejar la vila i capturar nombrosos valldemossins, de tornada foren escomesos per un grup d'homes d'armes valldemossins, que els derrotaren i en capturaren uns quants. Segons les fonts històriques, els corsaris amb prou feines pogueren arribar a Alger de tornada.
Els fets són commemorats cada any d'ençà que el 2014 es creà una festa de Moros i Cristians a imatge de les que se celebren a Sóller i Pollença, amb un simulacre de recreació històrica.

## Antecedents
La monarquia Hispànica havia culminat la conquesta de la Península Ibèrica amb la Conquesta de Granada el 1492, que havia continuat la seva expansió al sud conquerint Massalquevir, Orà, Bugia i Trípoli. Aquesta expansió col·lidí amb l'Imperi Otomà, que també havia dirigit els seus interessos en la Barbaria, i el 1516 havia capturat Alger. L'Imperi Otomà estengué la pràctica del cors per la Mediterrània Occidental amb la intenció d'atacar els punts claus per la navegació de la Mar Balear en la seva guerra contra la Monarquia Hispànica, però també per aterrir la població i imposar la sensació que eren els senyors de la Mediterrània. A mitjan segle xvi, la mar Mediterrània havia esdevengut un centre de lluita entre els dos grans sobirans del moment: Carles V i Solimà el Magnífic. El 1547, tots dos havien signat una treva en què s'havien de suspendre totes les expedicions i atacs durant cinc anys, però el 1552 el pacte ja s'havia incomplert diverses vegades.
Malgrat tot, la vila de Valldemossa sempre s'havia mantengut segura dels atacs dels corsaris, atès que és un poble relativament interior, a 400 m d'altitud i a certa distància de la costa, i solament les possessions costaneres havien estat víctima de petites ràtzies. Justament per aquest motiu, els valldemossins no estaven prevenguts per un possible atac.

## La ràtzia
Dia 1r d'octubre de 1552, hores abans de la sortida del sol, un estol de deu galiotes otomanes arribaren a la platja de l'Hort de la Cova, llavors anomenat Cala d'en Claret, amb la intenció de saquejar la vila de Valldemossa. Dins els vaixells hi viatjaven uns 400 corsaris otomans, guiats per diversos renegats (que anaven fermats, perquè no fugissin) i, principalment, per Pere Valencià, un cristià que havia habitat a Valldemossa i coneixia el territori. Els renegats oferiren la informació que, essent dissabte, bona part de la població, i principalment la gent en edat de lluitar, seria a la ciutat a vendre al mercat, i els corsaris tendrien via lliure. Emprengueren la pujada cap a Son Ferrandell pel Pas de les Vaques.

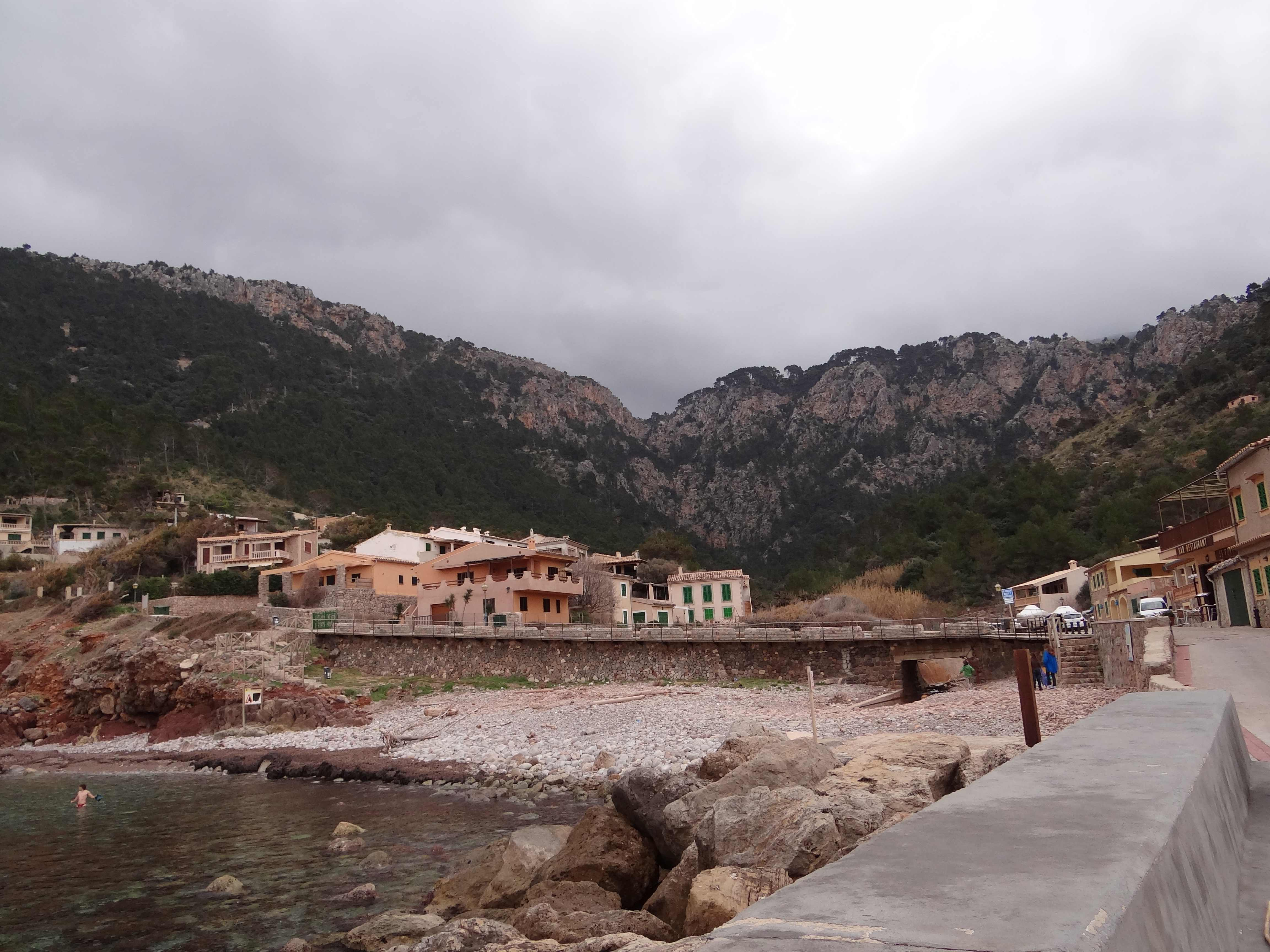
Vistes del Port de Valldemossa cap als barrancs per on els corsaris tenien intenció de tornar als vaixells

Els corsaris passaren per Son Font, on capturaren una dona i s'assabentaren de la venguda d'un contingent d'homes armats. Mentrestant, els valldemossins, que ja estaven assabentats de l'arribada dels pirates gràcies a les guardes de terra, aplegaren tots els seus homes d'armes, que no foren més que 36, i es dirigiren cap a Son Ferrandell, guiats pel capità Ramon Gual. Arribats al Puig de la Moneda, els dos contingents es trobaren, però els cristians decidiren no atacar i els otomans passaren de llarg. Els turcs es dirigiren cap a Valldemossa, i el capità Ramon Gual envià homes a espiar per mantenir-se informat.
A la vila, els corsaris capturarem més de 400 valldemossins, entre els quals el vicari, Pere Campos, i un gran botí. De tornada, resolgueren embarcar al Port de Valldemossa, pel camí del barranc, però els valldemossins els sortiren a l'encontre, perquè estaven informats gràcies als espies enviats, i els tancaren el camí de l'Escolta. Els pirates es dirigiren cap al pas del Rafal (avui dit pas dels Moros), on els valldemossins els atacaren i en causaren la desfeta: molts moriren, altres foren capturats i altres s'estimbaren barranc avall.

### Llegendes
Entre els fets i anècdotes que es narren relacionats amb aquesta ràtzia, n'hi ha tota una sèrie que es poden considerar més o menys llegendaris o, si més no, prou sorprenents. Els historiadors antics coincideixen tots a explicar el fet sorprenent que, tot i que, durant el saqueig, els moros passaren per davant la Cartoixa, en cap moment no la varen atacar, i els monjos i altra gent que s'hi havia refugiat en sortiren il·lesos. També es parla de la feta d'un home que, amenaçant els pirates amb una ballesta amb una sola sageta, els atemorí i així va poder evitar ser capturat.
També es parla del testimoni d'un dels moros capturats, segons el qual els corsaris veieren un cavaller blanc lluitar amb els valldemossins, que els cristians cregueren que era Sant Jordi. Una altra llegenda és la de les hòsties robades de l'església, que es diu que aparegueren miraculosament a Son Batista. En fi, també es diu que l'àvia de Caterina Tomàs, Aina Creus, fou capturada en aquest atac.

## Conseqüències

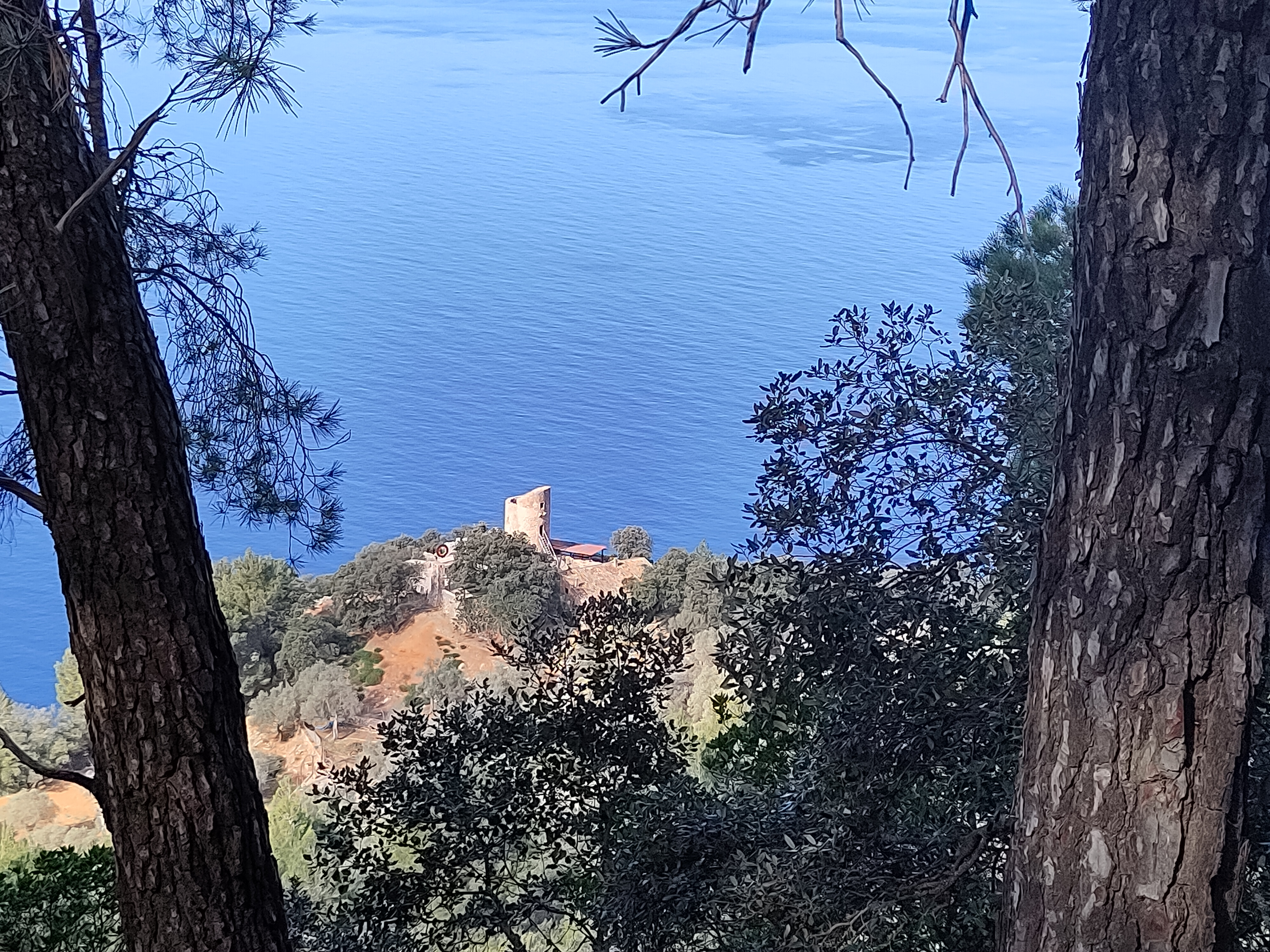
La Torre de Valldemossa

Les fonts històriques indiquen que els corsaris que aconseguiren retornar al vaixell tengueren una travessia fins a Alger molt atropellada. Entre les seves baixes (segurament, més de cent) i el gran nombre de captius cristians, els corsaris tengueren difícil controlar els presoners, de manera que molts no arribaren a Alger ni tampoc bona part del botí. Pel que fa a Pere Valencià, el guia, fou considerat traïdor i va ser penjat durant el camí de tornada.
El balanç de la ràtzia fou, segons les fonts històriques, d'uns 400 valldemossins captius i nombrosos ferits, però sembla que no hi va haver cap mort. Per la part dels corsaris, els homes de Ramon Gual en capturaren 17, i de tots els que moriren n'arrabassaren 72 caps, que foren portats a la ciutat com a trofeu. També capturaren la bandera dels moros, que es conservà a la parròquia de Valldemossa.
No consta cap mesura de defensa o vigilància immediata a l'atac. Posteriorment, després que l'illa patís altres atacs i l'amenaça pirata continuàs, el virrei resolgué construir múltiples torres arreu de la costa, i el 1579 es construí la Torre de Valldemossa, situada a prop de l'Ermita, que, val a dir, no tenia una funció defensiva sinó de vigilància.
Malgrat que els anys posteriors es commemoraren els fets amb actes religiosos i en record dels perduts, amb el temps la celebració es perdé. L'any del quart centenari, el 1952, es tornà a celebrar un acte de record, i el 2014, en ple auge de festes populars i neofestes a Mallorca, es creà una nova festa per recordar la data, en la qual es du a terme un simulacre històric de Moros i Cristians a imatge de les que se celebren a Sóller i Pollença.